# Felice Puttini
Felice Puttini (Sorengo, 18 september 1967) is een Zwitsers voormalig wielrenner. Puttini was voornamelijk actief op de weg, maar werd ook driemaal Zwitsers kampioen Halve Fond.
In 1988 deed hij mee aan de Olympische Spelen in Seoul. Hij eindigde als 79e op de wegwedstrijd. Na zijn professionele loopbaan werd Puttini ploegleider bij Bigla Cycling Team, een wielerploeg voor vrouwen.
De vader van Felice, Roberto Puttini, was ook wielrenner en won in 1969 de Stausee-Rundfahrt Klingnau.

## Belangrijkste overwinningen

### Wegwielrennen
1994
- Zwitsers kampioen op de weg, Elite
- 6e etappe Ronde van Portugal

1995
- Zwitsers kampioen op de weg, Elite

1998
- Ronde van Mendrisiotto
- GP Industria & Commercio di Prato

2000
- Ronde van Mendrisiotto

### Baanwielrennen
1994
- Zwitsers kampioen Halve Fond, Elite

1997
- Zwitsers kampioen Halve Fond, Elite

1998
- Zwitsers kampioen Halve Fond, Elite

## Resultaten in voornaamste wedstrijden
| Jaar | Ronde van Italië | Ronde van Frankrijk | Ronde van Spanje |
| ---- | ---------------- | ------------------- | ---------------- |
| 1989 |                  |                     | 123e             |
| 1990 |                  |                     |                  |
| 1991 |                  |                     | 79e              |
| 1992 | 54e              |                     |                  |
| 1993 |                  |                     |                  |
| 1994 | 62e              |                     |                  |
| 1995 | 50e              |                     |                  |
| 1996 | opgave           |                     |                  |
| 1997 | 27e              |                     |                  |
| 1998 | 39e              |                     |                  |
| 1999 | 24e              |                     |                  |
| 2000 |                  |                     |                  |
| 2001 |                  |                     |                  |

| Jaar | Milaan-San Remo | Gent-Wevelgem | Amstel Gold Race | Luik-Bast.‑Luik | Ronde van Lombardije |  | WK op de weg |
| ---- | --------------- | ------------- | ---------------- | --------------- | -------------------- |  | ------------ |
| 1989 |                 |               |                  |                 |                      |  |              |
| 1990 |                 |               |                  |                 | 42e                  |  |              |
| 1991 |                 |               |                  | 67e             | 36e                  |  | 49e          |
| 1992 |                 |               |                  | 71e             |                      |  | opgave       |
| 1993 | 144e            |               |                  | 51e             | 57e                  |  | 17e          |
| 1994 |                 |               |                  |                 | 40e                  |  | 12e          |
| 1995 | 50e             | 23e           |                  |                 | 10e                  |  | 10e          |
| 1996 | 69e             |               | 48e              |                 |                      |  | 26e          |
| 1997 |                 | 12e           | 34e              | 78e             | 49e                  |  |              |
| 1998 | 85e             |               | 77e              |                 | ↑                    |  | 59e          |
| 1999 |                 |               | 49e              |                 | 52e                  |  | 35e          |
| 2000 |                 |               |                  |                 | 23e                  |  |              |
| 2001 |                 |               |                  |                 |                      |  | opgave       |